# Ngete jezik
Ngete jezik (ISO 639-3: nnn; ka’do ngueté, nge’dé, ngueté, nguetté, zime), čadski jezik skupine masa kojim govori 10 000 ljudi (1991 UBS) u čadskoj regiji Mayo-Kebbi Ouest u departmanu Mayo-Dallah .
Pripadnici etničke grupe zovu se Ngete.

## Vanjske poveznice
- Ethnologue (14th)
- Ethnologue (15th)